# Liste der Boxweltmeister im Schwergewicht

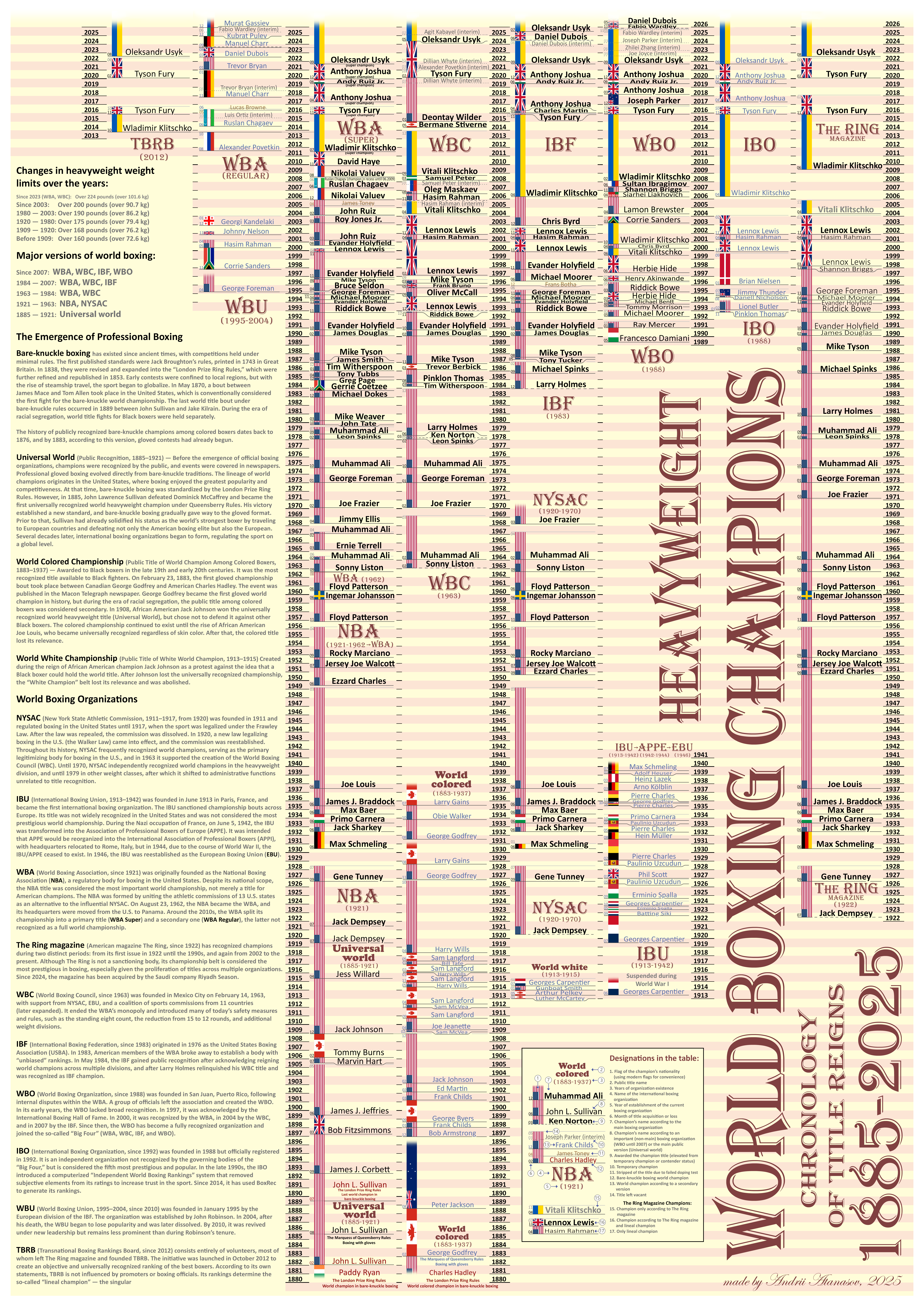
Boxweltmeister im Schwergewicht: Universal, NYSAC, NBA/WBA, WBC, IBF, WBO, IBO und The Ring Magazine 1885–2016

Diese Liste der Boxweltmeister im Schwergewicht bietet eine Übersicht über alle Boxweltmeister des Verbandes NBA (die NBA wurde im Jahre 1962 in WBA umbenannt), des ehemaligen Verbandes NYSAC, der vier anerkannten und aktuell tätigen Weltverbände (WBC, WBA, IBF, WBO) und alle universellen Weltmeister im Schwergewicht in chronologischer Reihenfolge. Die WBA-Superchampions sind sowohl in der chronologischen Reihenfolge als auch in einer separaten Liste gelistet. Der Status des Superchampions der WBA ist höher gereiht als der des regulären. Daher ist der WBA-Superchampion der eigentliche Weltmeister. Die WBO gehört erst seit 2007 zu den bedeutenden Verbänden.

## Universal / NYSAC / NBA/WBA / WBC / IBF / WBO

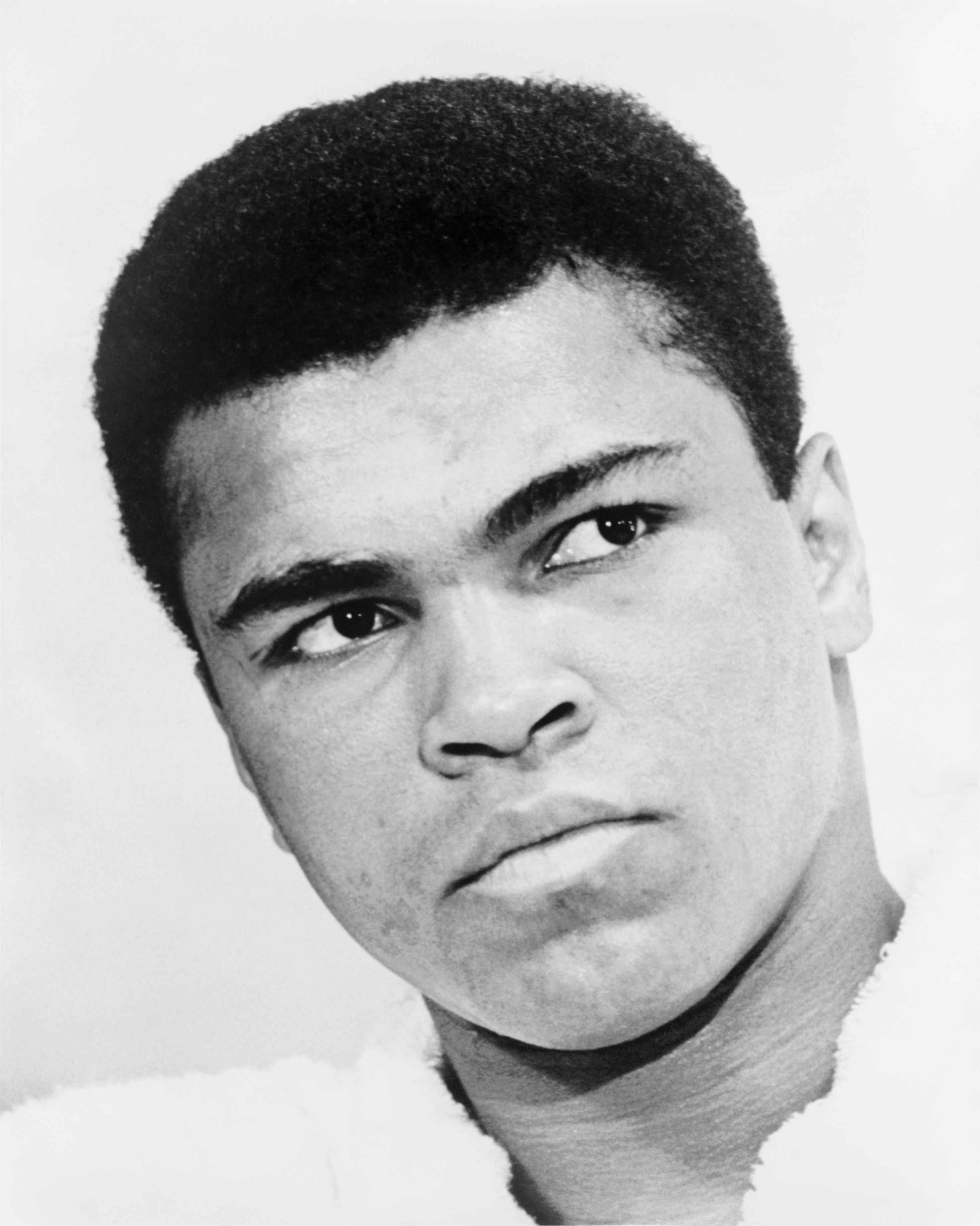
Muhammad Ali

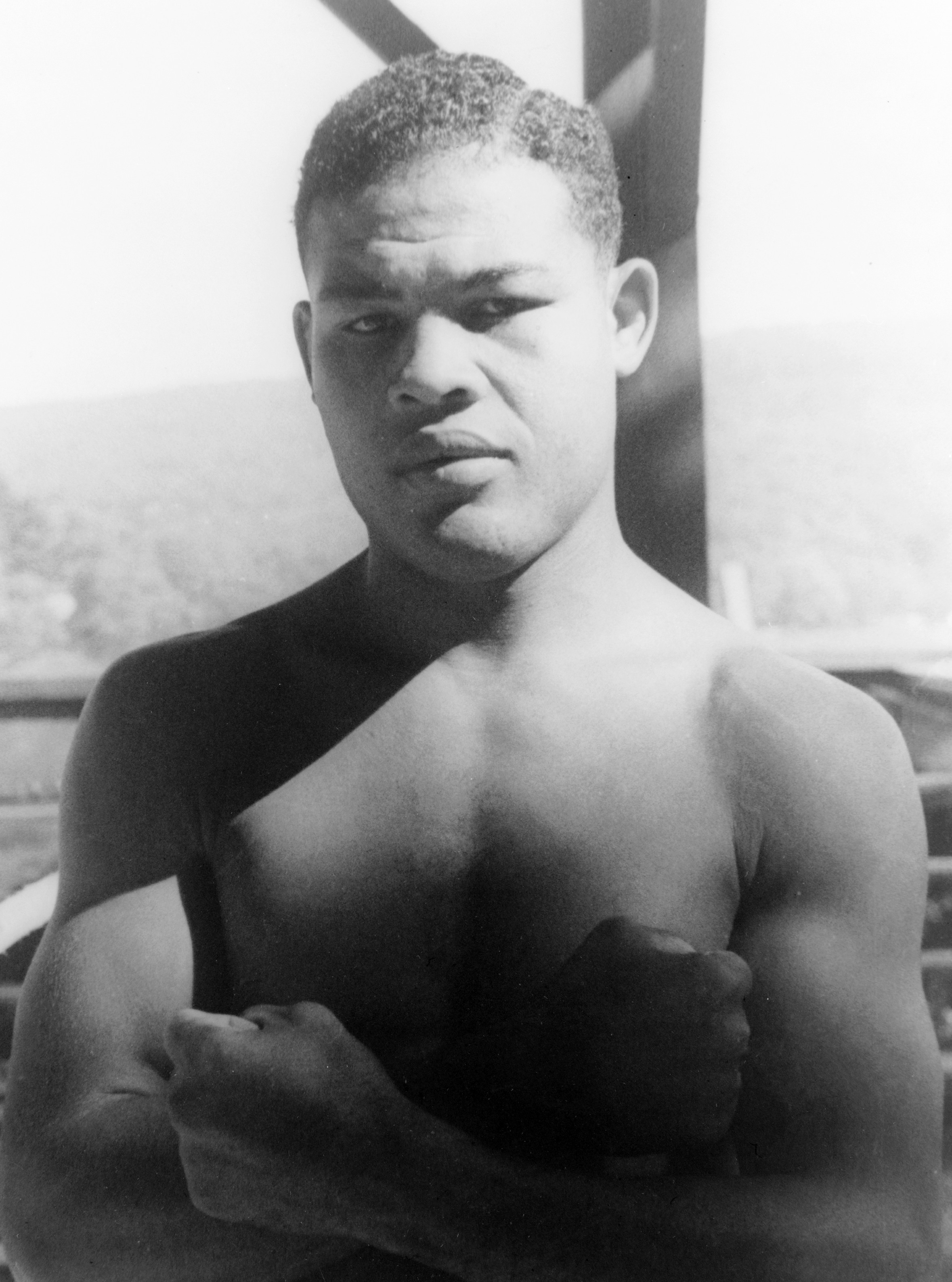
Joe Louis

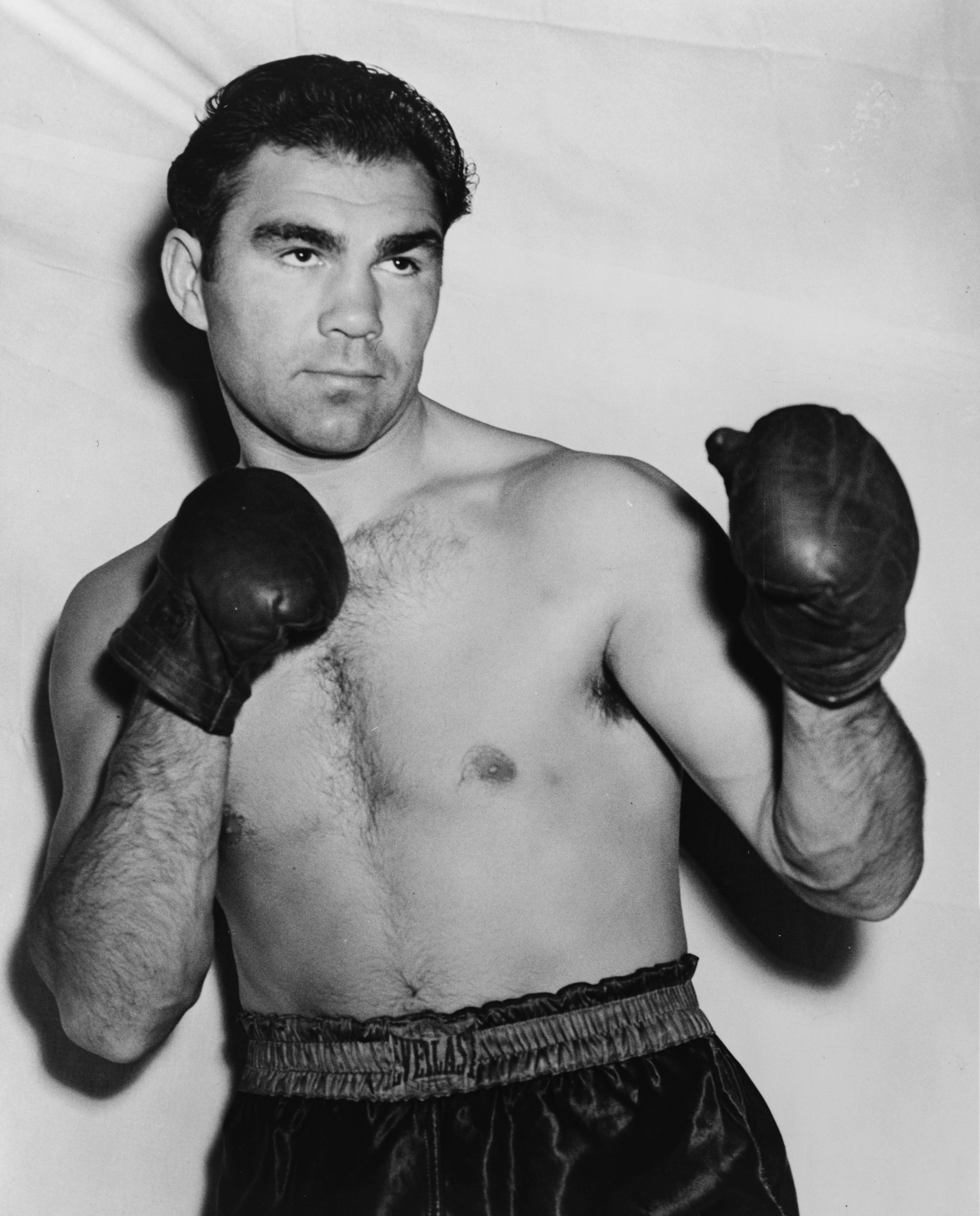
Max Schmeling

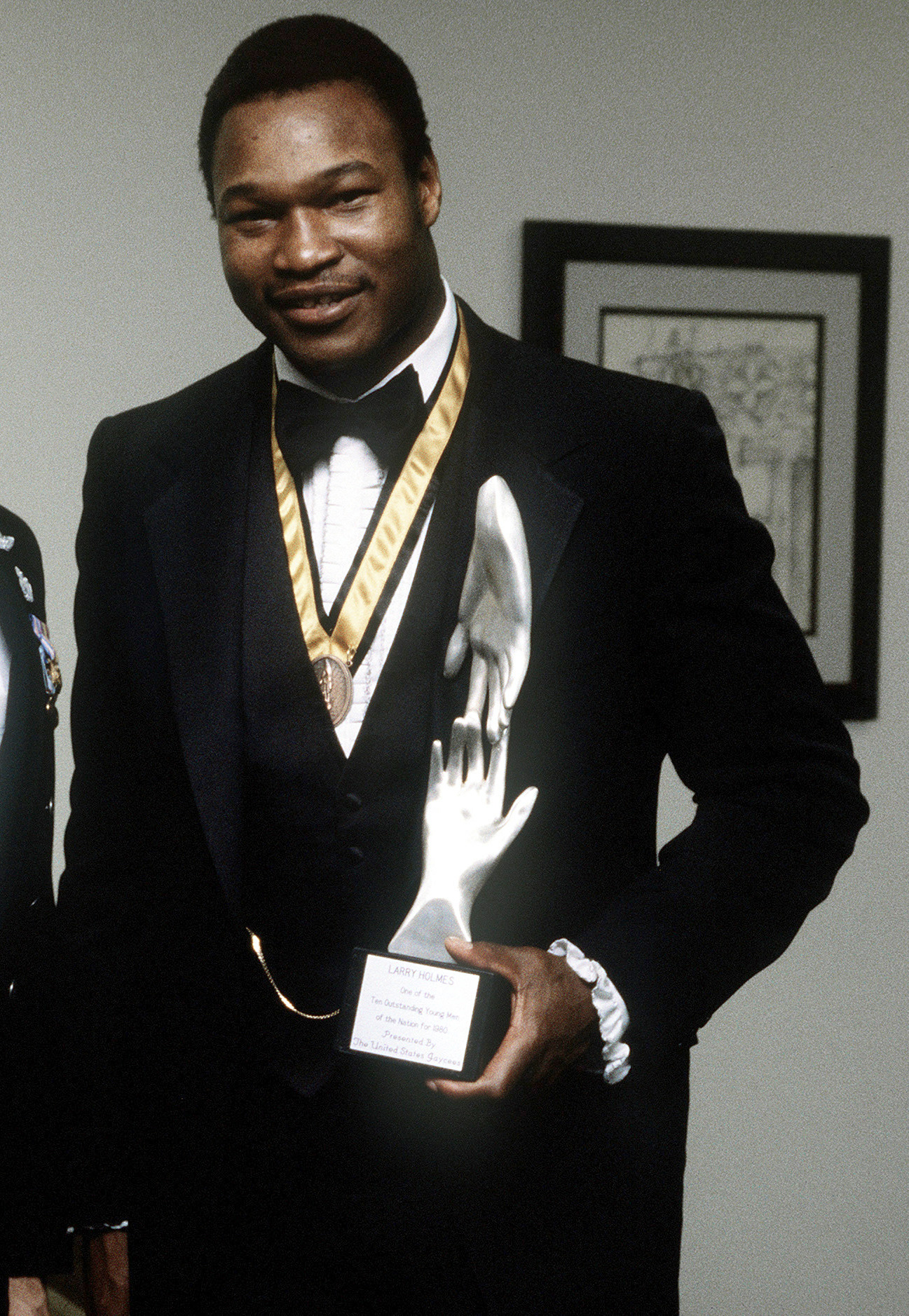
Larry Holmes

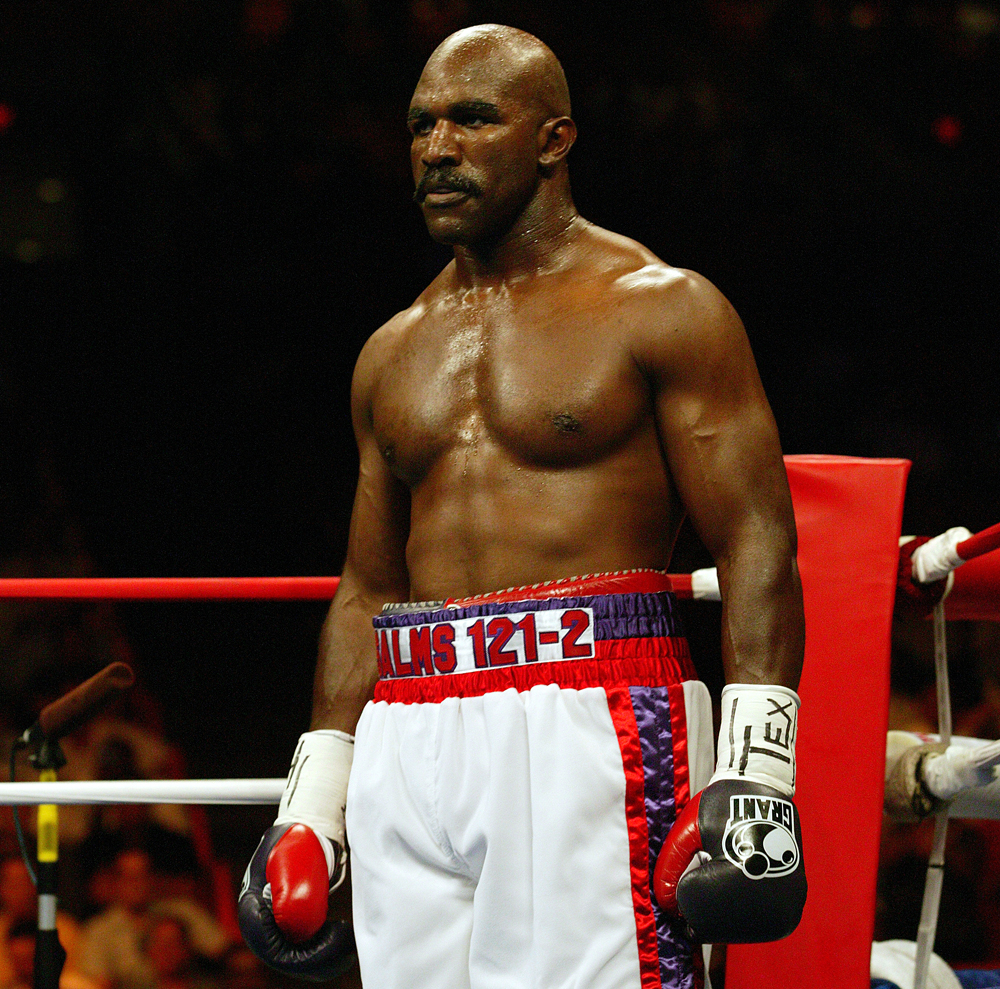
Evander Holyfield

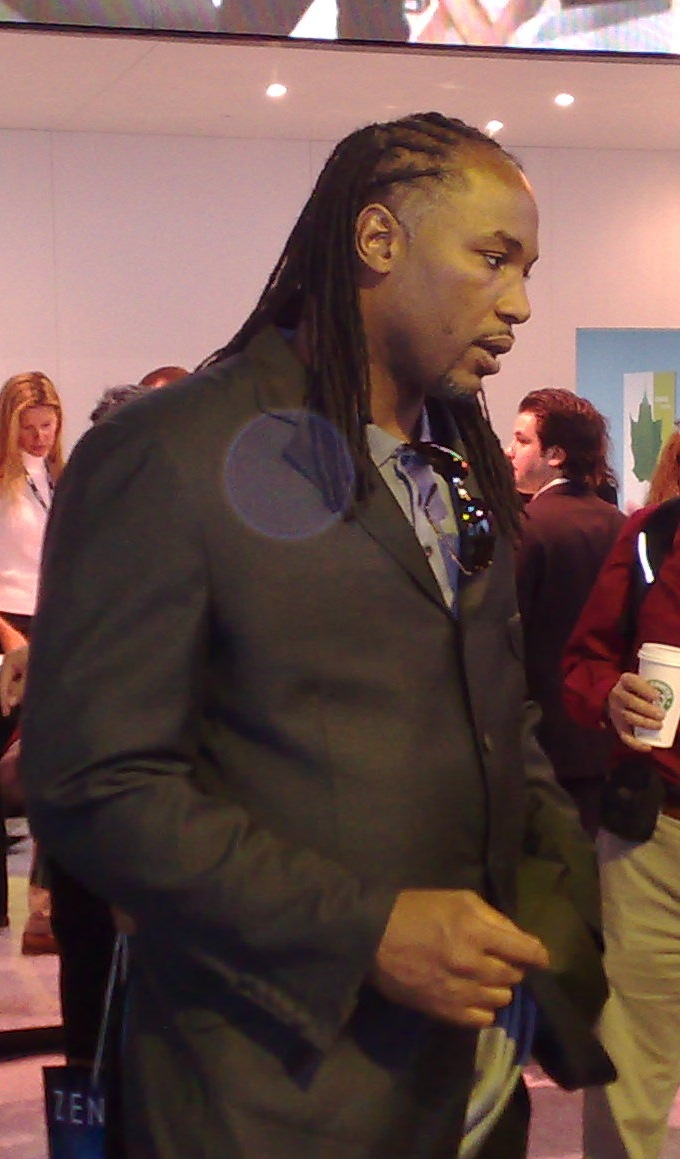
Lennox Lewis

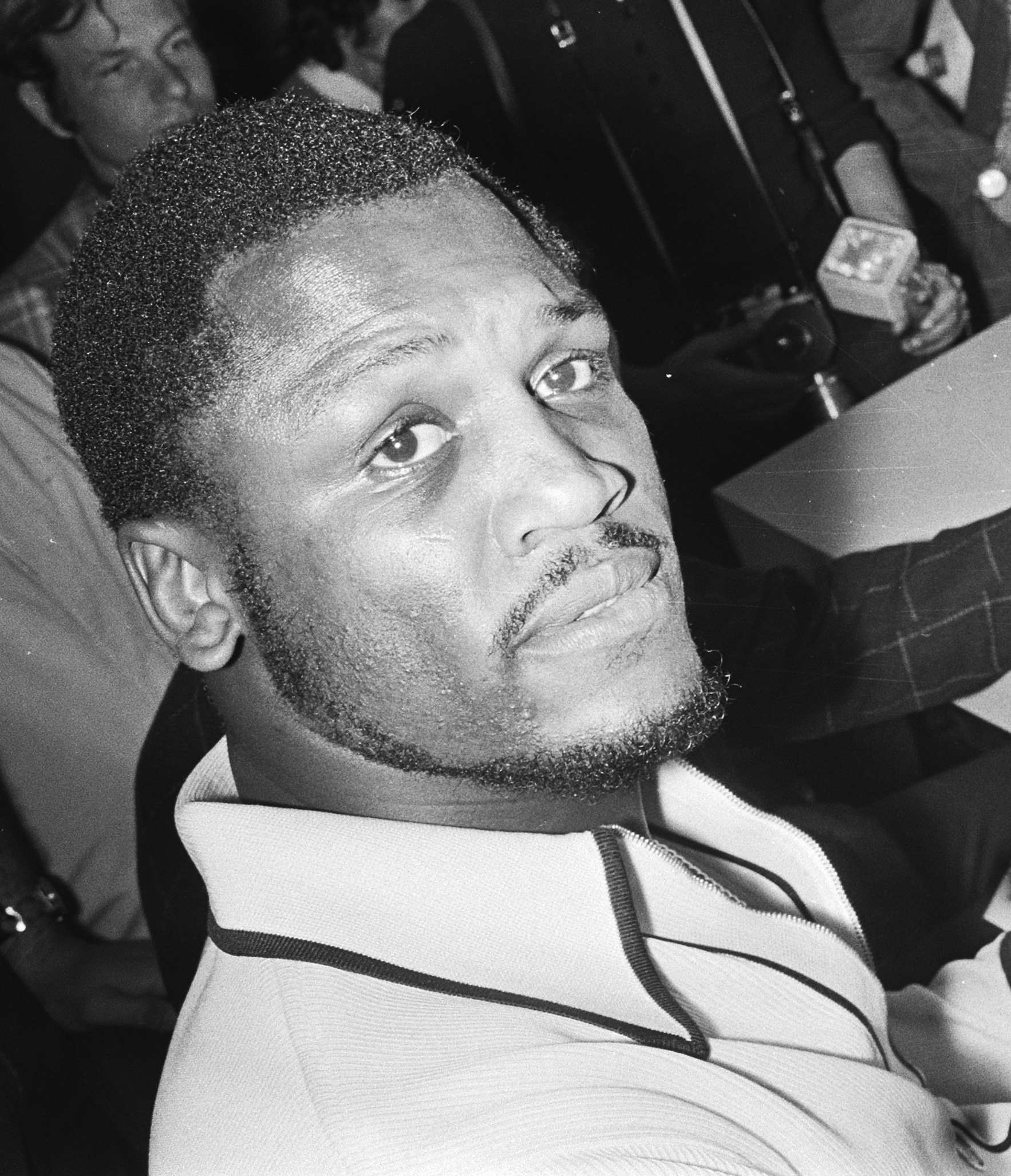
Joe Frazier

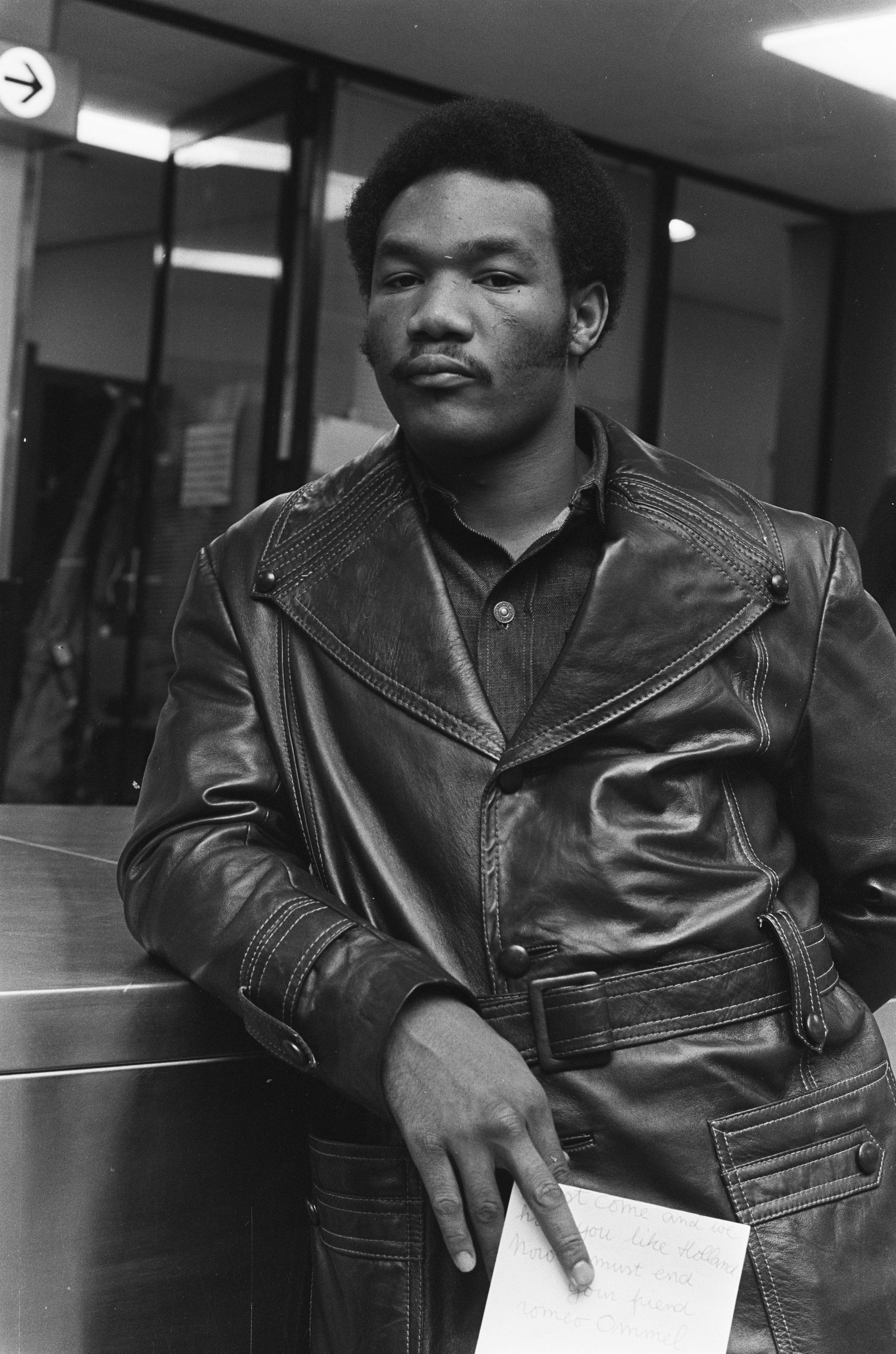
George Foreman

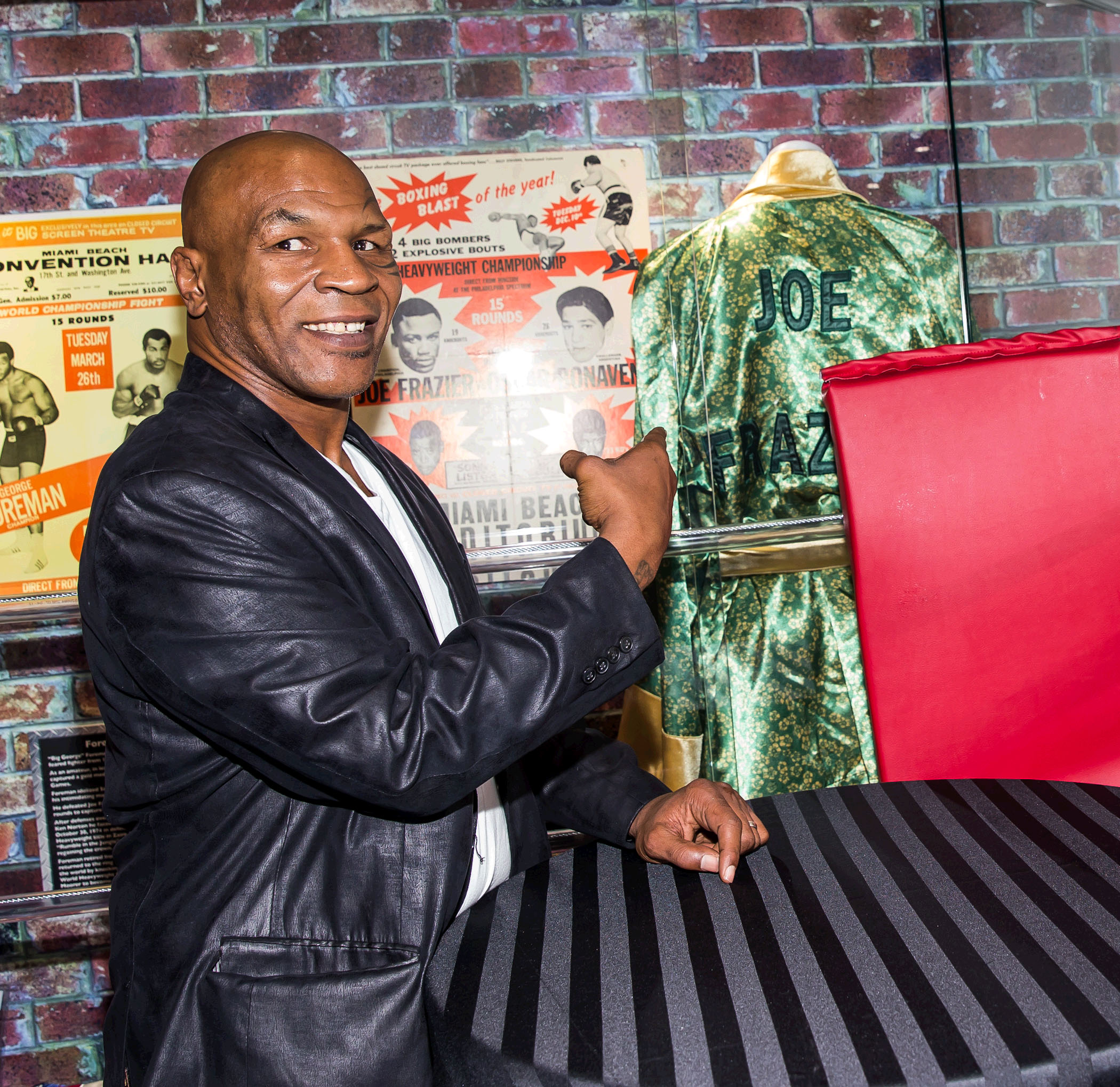
Mike Tyson

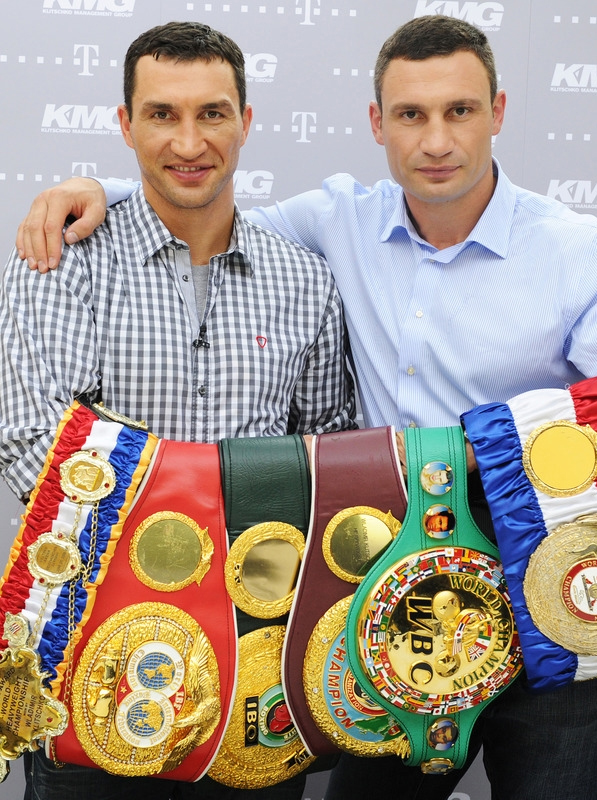
Wladimir Klitschko und Vitali Klitschko

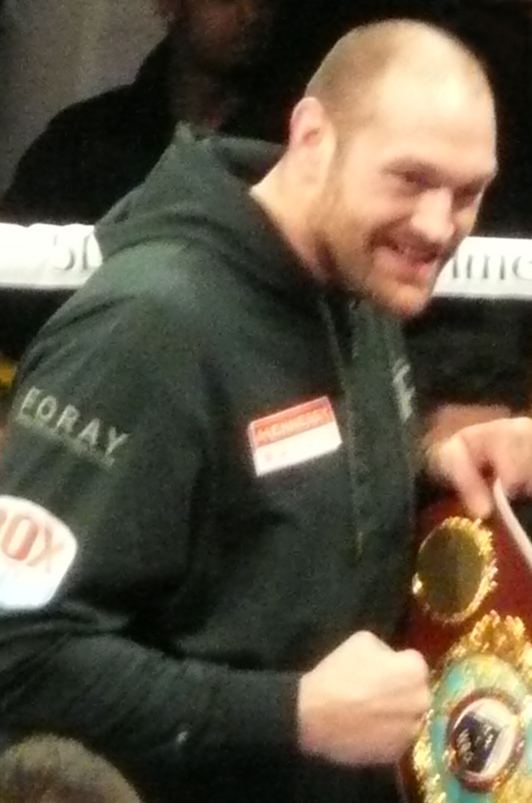
Tyson Fury

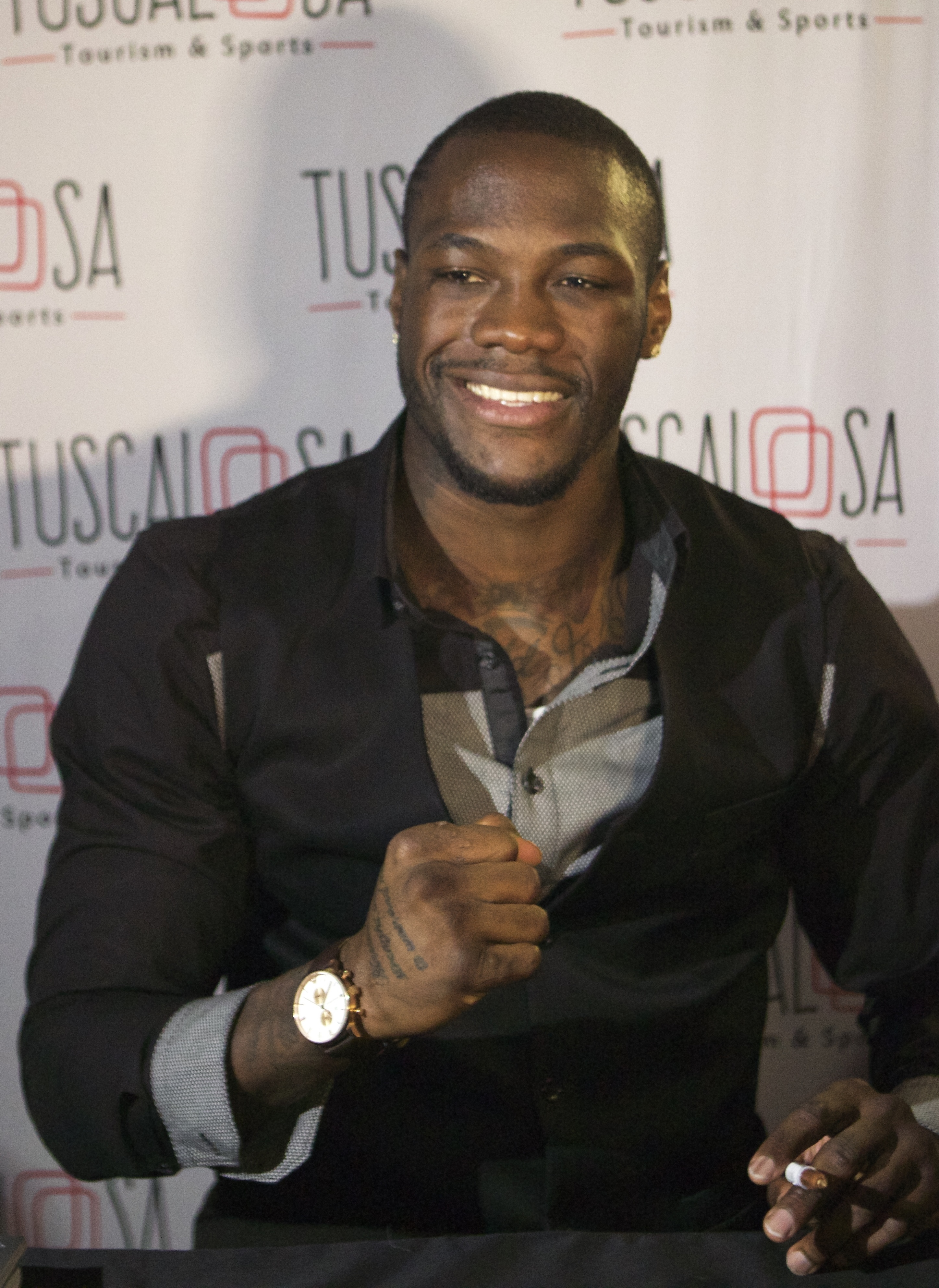
Deontay Wilder

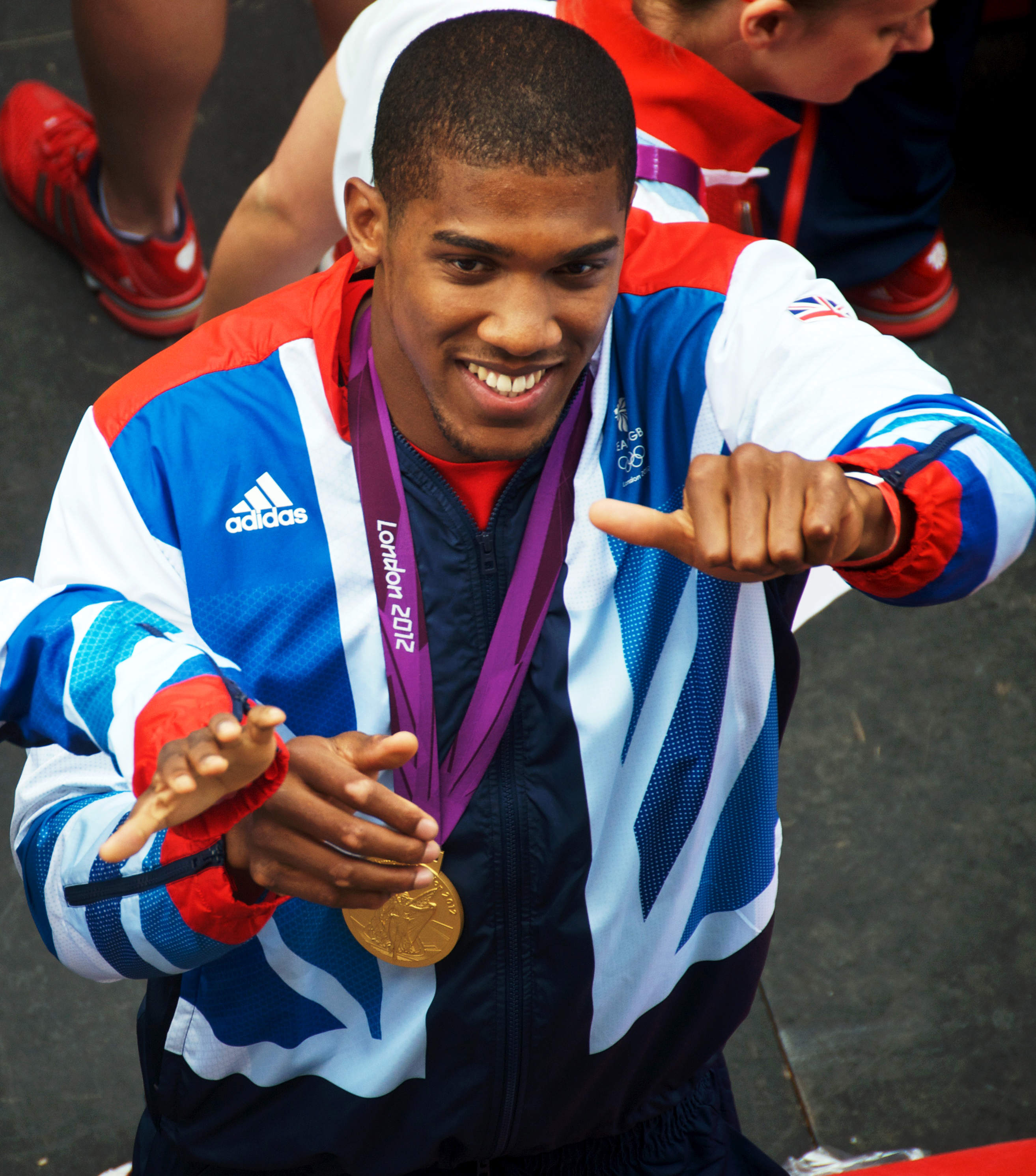
Anthony Joshua

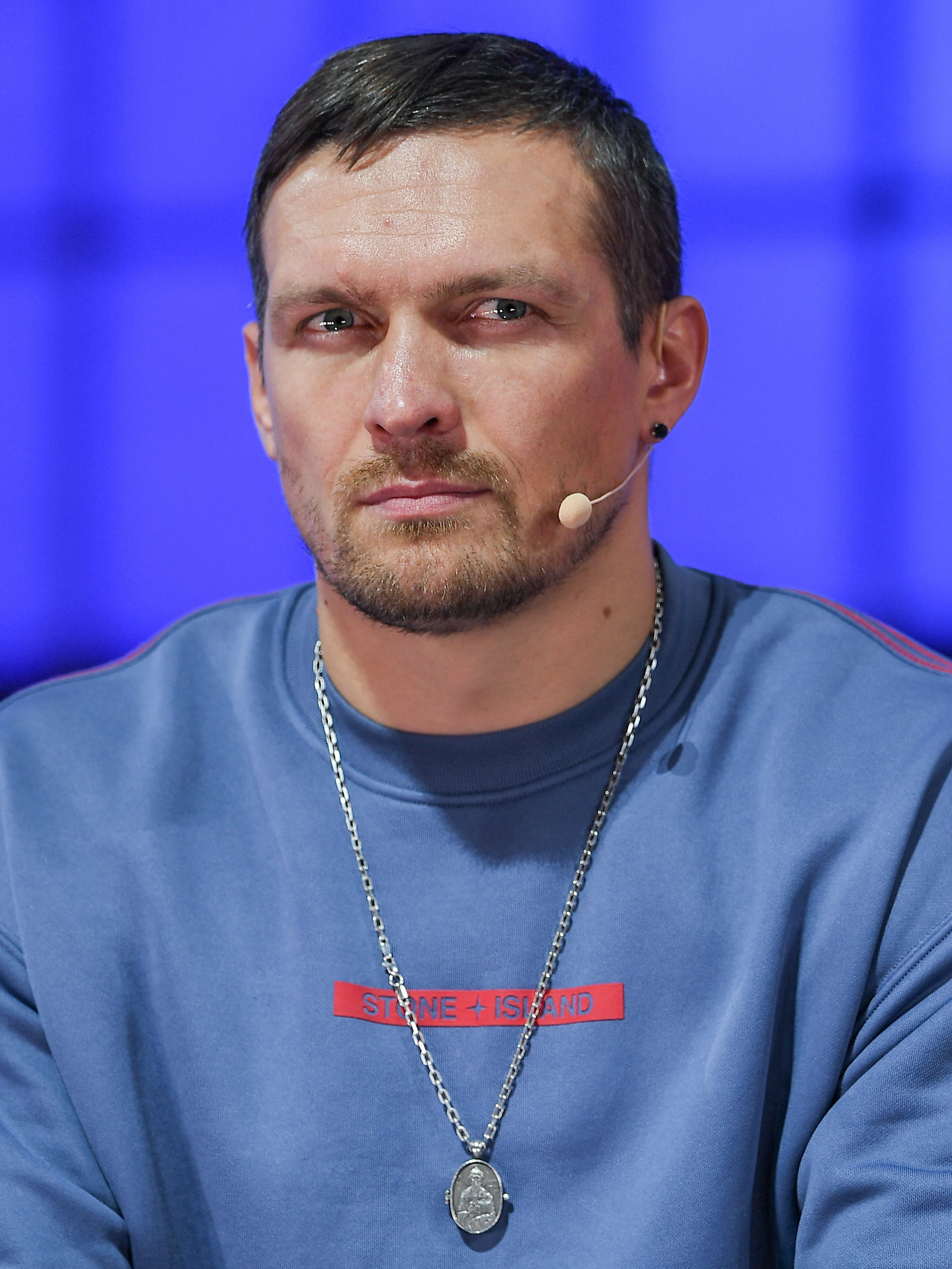
Oleksandr Ussyk

1. John L. Sullivan; 1885–1892 universal
2. James J. Corbett; 1892–1897 universal
3. Bob Fitzsimmons; 1897–1899 universal
4. James J. Jeffries; 1899–1905 universal
5. Marvin Hart; 1905–1906 universal
6. Tommy Burns; 1906–1908 universal
7. Jack Johnson; 1908–1915 universal
8. Jess Willard; 1915–1919 universal
9. Jack Dempsey; 1919–1926 universal; 1921–1926 NBA; 1922–1926 NYSAC
10. Gene Tunney; 1926–1928 universal, NBA & NYSAC
11. Max Schmeling; 1930–1931 NYSAC; 1930–1932 NBA & universal
12. Jack Sharkey; 1932–1933 universal, NBA & NYSAC
13. Primo Carnera; 1933–1934 universal & NYSAC
14. Max Baer; 1934–1935 universal, NBA & NYSAC
15. James J. Braddock; 1935–1937 universal, NBA & NYSAC
16. Joe Louis; 1937–1949 universal, NBA & NYSAC
17. Ezzard Charles; 1949–1951 universal und NBA; 1950–1951 NYSAC
18. Jersey Joe Walcott; 1951–1952 universal, NBA & NYSAC
19. Rocky Marciano; 1952–1956 universal, NBA & NYSAC
20. Floyd Patterson; 1956–1959 universal, NBA & NYSAC; 1960–1962 universal NBA und NYSAC
21. Ingemar Johansson; 1959–1960 universal, NBA & NYSAC
22. Sonny Liston; 1962–1964 universal, NYSAC & WBA; 1963–1964 WBC
23. Muhammad Ali; 1964 WBA; 1964–1967 NYSAC; 1964–1969 WBC; 1967 WBA; 1974–1978 WBA & WBC; 1978–1979 WBA
24. Ernie Terrell; 1965–1967 WBA
25. Jimmy Ellis; 1968–1970 WBA
26. Joe Frazier; 1968–1970 NYSAC; 1970–1973 WBA & WBC
27. George Foreman; 1973–1974 WBA & WBC; 1994–1995 IBF & WBA
28. Leon Spinks; 1978 WBC & WBA
29. Ken Norton; 1978 WBC
30. Larry Holmes; 1978–1983 WBC; 1983–1985 IBF
31. John Tate; 1979–1980 WBA
32. Mike Weaver; 1980–1982 WBA
33. Michael Dokes; 1982–1983 WBA
34. Gerrie Coetzee; 1983–1984 WBA
35. Tim Witherspoon; 1984 WBC; 1986 WBA
36. Pinklon Thomas; 1984–1986 WBC
37. Greg Page; 1984–1985 WBA
38. Tony Tubbs; 1985–1986 WBA
39. Michael Spinks; 1985–1987 IBF
40. Trevor Berbick; 1986 WBC
41. Mike Tyson; 1986–1990 WBC; 1987–1990 IBF & WBA; 1996 WBC & WBA
42. James Smith; 1986–1987 WBA
43. Tony Tucker; 1987 IBF
44. Francesco Damiani; 1989–1991 WBO
45. James „Buster“ Douglas; 1990 IBF, WBA & WBC
46. Evander Holyfield; 1990–1992 IBF, WBA & WBC; 1993–1994 IBF & WBA; 1996–1999 WBA; 1997–1999 IBF; 2000–2001 WBA
47. Ray Mercer; 1991 WBO
48. Michael Moorer; 1992–1993 WBO; 1994 IBF & WBA; 1996–1997 IBF
49. Riddick Bowe; 1992–1993 WBC, WBA & IBF; 1995 WBO
50. Tommy Morrison; 1993 WBO
51. Michael Bentt; 1993–1994 WBO
52. Lennox Lewis; 1992–1994 WBC; 1997–2001 WBC; 1999–2000 WBA; 1999–2001 IBF; 2001–2002 IBF; 2001–2004 WBC
53. Herbie Hide; 1994–1995 WBO; 1997–1999 WBO
54. Oliver McCall; 1994–1995 WBC
55. Bruce Seldon; 1995–1996 WBA
56. Frank Bruno; 1995–1996 WBC
57. Henry Akinwande; 1996–1997 WBO
58. Vitali Klitschko; 1999–2000 WBO; 2004–2005 WBC; 2008–2013 WBC
59. Chris Byrd; 2000 WBO; 2002–2006 IBF
60. Wladimir Klitschko; 2000–2003 WBO; 2006–2015 IBF; 2008–2015 WBO; 2011–2015 WBA (super)
61. John Ruiz; 2001–2003 WBA; 2004–2005 WBA
62. Hasim Rahman; 2001 IBF & WBC; 2005–2006 WBC
63. Roy Jones Jr.; 2003–2004 WBA
64. Corrie Sanders; 2003 WBO
65. Lamon Brewster; 2004–2006 WBO
66. Nikolai Walujew; 2005–2007 WBA; 2008–2009 WBA
67. Sjarhej Ljachowitsch; 2006 WBO
68. Oleg Maskajew; 2006–2008 WBC
69. Shannon Briggs; 2006–2007 WBO
70. Ruslan Chagayev; 2007–2009 WBA; 2014–2016 WBA (regulär)
71. Sultan Ibragimow; 2007–2008 WBO
72. Samuel Peter; 2008 WBC
73. David Haye; 2009–2011 WBA
74. Alexander Powetkin; 2011–2013 WBA (regulär)
75. Bermane Stiverne; 2014–2015 WBC
76. Deontay Wilder; 2015–2020 WBC
77. Tyson Fury; 2015 IBF; 2015–2016 WBO & WBA (super); 2020–2024 WBC
78. Charles Martin; 2016 IBF
79. Anthony Joshua; 2016–2019 IBF; 2017–2019 WBA (super); 2018–2019 WBO; 2019–2021 IBF, WBA (super) & WBO
80. Joseph Parker; 2016–2018 WBO
81. Mahmoud Charr; 2017–2021 und 2023–2024 WBA (regulär)
82. Andy Ruiz; 2019 WBA (super), IBF & WBO
83. Trevor Bryan; 2021–2022 WBA (regulär)
84. Oleksandr Ussyk; seit 2021 WBA (super), IBF & WBO, seit 2024 WBC
85. Daniel Dubois; 2022–2023 WBA (regulär), seit 2024 IBF
86. Kubrat Pulew; seit 2024 WBA (regulär)

## WBA-Superchampions
1. Wladimir Klitschko; 2011–2015
2. Tyson Fury; 2015–2016
3. Anthony Joshua; 2017–2019, 2019–2021
4. Andy Ruiz; 2019
5. Oleksandr Ussyk; seit 2021